# Fußball-Weltmeisterschaft 1974/Chile
Dieser Artikel behandelt die chilenische Fußballnationalmannschaft bei der Fußball-Weltmeisterschaft 1974.

## Qualifikation
Venezuelas Nationalmannschaft zog sich zurück.
| Peru  | - | Chile | 2:0 | Sotil 43' 62'             |
| Chile | - | Peru  | 2:0 | Crisosto 68', Ahumada 71' |

Auf neutralem Boden in Montevideo wurde ein Entscheidungsspiel ausgetragen.
| Chile | - | Peru | 2:1 | Valdés 45', Farías 58' / Bailetti 40' |

### Internationales Playoff
| Sowjetunion | - | Chile | 0:0 |

Die Sowjetunion weigerte sich, zum Rückspiel im Nationalstadion von Santiago de Chile anzutreten, weil es nach dem Putsch in Chile 1973 durch Augusto Pinochet als Konzentrationslager verwendet worden war. Das Spiel wurde am 27. November 1973 ohne die sowjetische Mannschaft angepfiffen, nach dem ersten chilenischen Tor abgebrochen und von der FIFA mit 2:0 für Chile gewertet.

## Chilenisches Aufgebot
| Nr.               | Name              | Verein vor WM-Beginn    | Geburtstag | Spiele   | Tore     | Gelbe Karte | Rote Karte |
| Torhüter          | Torhüter          | Torhüter                | Torhüter   | Torhüter | Torhüter | Torhüter    | Torhüter   |
| ----------------- | ----------------- | ----------------------- | ---------- | -------- | -------- | ----------- | ---------- |
| 1                 | Leopoldo Vallejos | CD Universidad Católica | 16.07.1944 | 3        | 0        | 0           | 0          |
| 21                | Juan Olivares     | Unión Española          | 20.02.1941 | 0        | 0        | 0           | 0          |
| 22                | Adolfo Nef        | CSD Colo-Colo           | 18.01.1946 | 0        | 0        | 0           | 0          |
| Abwehrspieler     |                   |                         |            |          |          |             |            |
| 2                 | Rolando García    | CSD Colo-Colo           | 15.12.1942 | 3        | 0        | 1           | 0          |
| 3                 | Alberto Quintano  | CD Cruz Azul            | 26.04.1946 | 3        | 0        | 0           | 0          |
| 4                 | Antonio Arias     | Unión Española          | 09.10.1944 | 3        | 0        | 0           | 0          |
| 5                 | Elías Figueroa    | SC Internacional        | 25.10.1946 | 3        | 0        | 0           | 0          |
| 6                 | Juan Rodríguez    | Atlético Español        | 16.01.1944 | 1        | 0        | 0           | 0          |
| 12                | Juan Machuca      | Unión Española          | 07.03.1951 | 0        | 0        | 0           | 0          |
| 15                | Mario Galindo     | CSD Colo-Colo           | 10.08.1951 | 0        | 0        | 0           | 0          |
| Mittelfeldspieler |                   |                         |            |          |          |             |            |
| 8                 | Francisco Valdés  | CSD Colo-Colo           | 19.03.1943 | 3        | 0        | 0           | 0          |
| 10                | Carlos Reinoso    | Club América            | 07.03.1945 | 3        | 0        | 1           | 0          |
| 13                | Rafael González   | CSD Colo-Colo           | 24.04.1950 | 0        | 0        | 0           | 0          |
| 14                | Alfonso Lara      | CSD Colo-Colo           | 27.04.1946 | 1        | 0        | 0           | 0          |
| 16                | Guillermo Páez    | CSD Colo-Colo           | 18.04.1945 | 3        | 0        | 1           | 0          |
| 18                | Jorge Socías      | CF Universidad de Chile | 26.10.1950 | 1        | 0        | 0           | 0          |
| 19                | Rogelio Farías    | Unión Española          | 13.08.1949 | 2        | 0        | 0           | 0          |
| Stürmer           |                   |                         |            |          |          |             |            |
| 7                 | Carlos Caszely    | UD Levante              | 05.07.1950 | 2        | 0        | 1           | 1          |
| 9                 | Sergio Ahumada    | CSD Colo-Colo           | 02.10.1948 | 3        | 1        | 0           | 0          |
| 11                | Leonardo Véliz    | CSD Colo-Colo           | 03.09.1945 | 3        | 0        | 1           | 0          |
| 17                | Guillermo Yávar   | Unión Española          | 26.03.1943 | 2        | 0        | 0           | 0          |
| 20                | Osvaldo Castro    | Club América            | 14.04.1947 | 0        | 0        | 0           | 0          |
| Trainer           |                   |                         |            |          |          |             |            |
|                   | Luis Álamos       |                         | 25.12.1923 |          |          |             |            |

## Spiele der chilenischen Mannschaft

### Erste Runde
- Deutschland –  Chile 1:0 (1:0)

Stadion: Olympiastadion (Berlin)
Zuschauer: 83.168
Schiedsrichter: Babacan (Türkei)
Tore: 1:0 Breitner (18.)
- Chile –  DDR 1:1 (0:0)

Stadion: Olympiastadion (Berlin)
Zuschauer: 20.000
Schiedsrichter: Angonese (Italien)
Tore: 0:1 Hoffmann (55.), 1:1 Ahumada (69.)
- Australien –  Chile 0:0

Stadion: Olympiastadion (Berlin)
Zuschauer: 14.681
Schiedsrichter: Namdar (Iran)
Das Eröffnungsspiel der Westdeutschen gegen Chile in Gruppe I erfüllte die hochgesteckten Erwartungen nicht. Dass der Fernschuss von Paul Breitner (17.) das einzige Tor bleiben würde, hatten die Zuschauer im Berliner Olympiastadion nicht erwartet. Chile stand kompakt in der Abwehr und die Westdeutschen fanden keine weiteren Mittel, dieses Bollwerk zu knacken. Ein enttäuschender Start, doch immerhin ein Sieg, war der allgemeine Tenor.
Als zweiten Gegner hatten die Westdeutschen die Australier vorgesetzt bekommen. Zuvor war eigentlich nur über die Höhe des Sieges diskutiert worden, wenn auch die Aussies gegen die DDR beim 0:2 nicht enttäuschten. Die Tore der Kölner Overath und Cullmann in der ersten Hälfte brachten Sicherheit, aber wahrlich kein Feuerwerk der deutschen Spielkunst. Zu harmlos war der Gegner. Müller gelang nur noch das 3:0. Chile und die DDR hatten sich derweil 1:1 getrennt und die Entscheidung um den Gruppensieg sollte zwischen den beiden deutschen Mannschaften fallen. In dem äußerst durchwachsenen Spiel im Hamburger Volksparkstadion neutralisierten sich beide Teams auf wenig hohem Niveau. Als alle mit einem trägen torlosen Remis gerechnet hatten, konterte Jürgen Sparwasser die Bundesdeutschen aus und schoss unhaltbar zum 1:0 für die Ostdeutschen ein. Die Sensation war perfekt, aber beide deutschen Teams für die Finalrunde qualifiziert, während Chile gegen Australien über ein 0:0 nicht hinauskam.